# Juan Manuel van Peñafiel

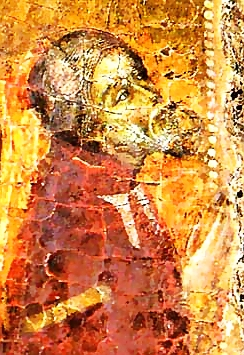
Juan Manuel de Peñafiel

Juan Manuel de Peñafiel (Escalona, 5 mei 1282 – Peñafiel, 13 juni 1348) was een belangrijk Spaans edelman en schrijver.
Juan Manuel de Peñafiel was de zoon van Manuel van Villena, prins van Castilië en heer van Scallion en Peñafiel, en Beatrix van Savoye. Hij was dus een kleinzoon van Ferdinand III van Castilië. Hij werd geboren in het kasteel van Escalona in de provincie Toledo. Hij was een neef van koning Alfons X van Castilië, bijgenaamd De Wijze. Toen zijn moeder Beatrix in 1292 stierf werd Juan Manuel hertog van Peñafiel. Aan het hof van Castilië kreeg hij les in paardrijden, jagen, in Latijn, geschiedenis, staatkunde en theologie. 

## Levensloop
Juan Manuels vader stierf in 1284, zijn moeder in 1292. Hij werd aldus op jonge leeftijd wees en werd opgevangen, vooral door zijn neef Sancho IV de zoon en opvolger van Alfons X. Volgens de geschiedschrijving vocht hij op zijn twaalfde jaar al mee tegen de Moren bij de belegering van Murcia.
Sancho IV was voortdurend in strijd gewikkeld met twee machtige adellijke families, de Lara's en de Haro's en met de prinsen Alfons en Ferdinand de la Cerda (1275-1322), die aanspraak maakten op de kroon van Castilië. 
Juan Manuel had een reeks conflicten met de koning Ferdinand IV van Castilië en diens moeder Maria van Molina. Toen Ferdinand IV in 1312 stierf werd Alfons XI koning, maar deze was toen slechts één jaar oud, waardoor Maria de Molina moest regeren.  
Juan Manuel probeerde zijn dochter Constance uit te huwelijken aan Alfonso XI. Dit lukt in 1325, maar Alfons liet zich twee jaar later weer scheiden en zette Constance gevangen in het kasteel van Toro. Dit maakte dat Juan Manuel een oorlog tegen de koning begon, die uiteindelijk vijf jaar duurde. 
Uiteindelijk werd het conflict opgelost door bemiddeling van de paus. De verzoening tussen Alfons XI en Juan Manuel vond pas werkelijk plaats in de Slag om El Salado tegen de Moren in 1340 en toen de stad Algeciras in 1344 werd ingenomen. 
Daarna trok Juan Manuel zich terug en verhuisde naar Murcia, waar hij zich de laatste jaren van zijn leven bezighield met schrijven.

## Literaire carrière
Gedurende zijn leven schreef Juan Manuel dertien boeken waarvan er acht bewaard zijn gebleven. Dit zijn hoofdzakelijk didactische werken. 
Het bekendste boek El Libro del Conde Lucanor is geschreven tussen 1330 en 1335. Het is een verzameling van 51 vertellingen in de vorm van een dialoog tussen de graaf Lucanor en diens raadgever Patronio. Deze verhalen hebben een moraliserend karakter. Bij het schrijven is meest teruggegrepen naar de Grieks-Romeinse en Arabische vertelkunst. Het werk bevat ook het thema van het sprookje De nieuwe kleren van de keizer, later herbruikt door Hans Christian Andersen.
Net als zijn oom Alfonso X schreef Juan Manuel voornamelijk in het Castiliaans, hetgeen opvallend is omdat destijds meest in het Latijn werd geschreven. Waarschijnlijk is dat omdat Juan Manuel zijn werken voor een groter publiek bereikbaar wilde maken. Uit zijn werken kunnen we iets opmaken over zijn  karakter, zijn ambities en overtuigingen. Dit is bijvoorbeeld het geval in zijn verhandeling over de Asunción, de Maria-Tenhemelopneming, waarin hij het dogma van de Onbevlekte Ontvangenis verdedigt. 
Hij schreef ook veel over zijn ideeën en idealen met betrekking tot de opvoeding van de middeleeuwse ridder. Daarbij gaat het om het trainen van lichaam en geest, opvoeden van hogere edelen.
Juan Manuel de Peñafiel was zo trots op zijn dertien boeken dat hij ze tot één groot werk liet bundelen. Dit ene gebundelde exemplaar is in een brand verloren gegaan.

## Nageslacht
Met Constance van Aragon:
- Constance Manuel (ca. 1323-1345), later getrouwd met Peter I van Portugal.
- Beatrice

Met  Blanca Núñez de Lara:
- Fernando Manuel (?-1350), graaf van Escalona, Penafiel en Villena,
- Juana Manuel (1339-1381), getrouwd in 1350 met Hendrik II van Castilië(1333-79) later koningin van Castilië

Onwettige kinderen met Inés de Castañeda:
- Sancho Manuel (1320-1347)
- Enrique Manuel (1340-1390)